# Atari Lynx
La Atari Lynx es una videoconsola portátil de 8 bits producida por Atari. Fue lanzada en 1989, siendo la primera con LCD en color. Si bien era superior técnicamente a la Game Boy y a la Game Gear, no obtuvo demasiado éxito comercial debido a su elevado precio, su enorme tamaño y a la corta duración de las baterías. La capacidad de los cartuchos era de 128KB. Era retroiluminada, y contaba con sonido estéreo.

## Descripción
Lynx utiliza una cruceta a la izquierda del mismo y dos botones A y B. Tiene la característica única que es posible invertir la pantalla y por lo tanto la disposición de los controles de forma que ahora la cruceta esté a la derecha y con los botones a la izquierda, es disposición fue pensado para personas zurdas.
Su pantalla tiene una relación de aspecto 16:10 (widescreen), capaz de mostrar 16 colores simultáneos en pantalla de 4096 colores disponibles y escalado de sprites, por esta razón la mayoría de juegos son pseudo-3D o isométricos. La pantalla ancha permitió que algunos desarrolladores hicieran experimentos con juegos en forma vertical, en este caso la disposición de la consola es la cruceta abajo y los botones arriba como se ve en algunos vídeos publicitarios.  
Un cable (comlynx) permite conectar consolas para multijugador, en algunos juegos es posible conectar hasta ocho consolas a la vez. 

## Historia

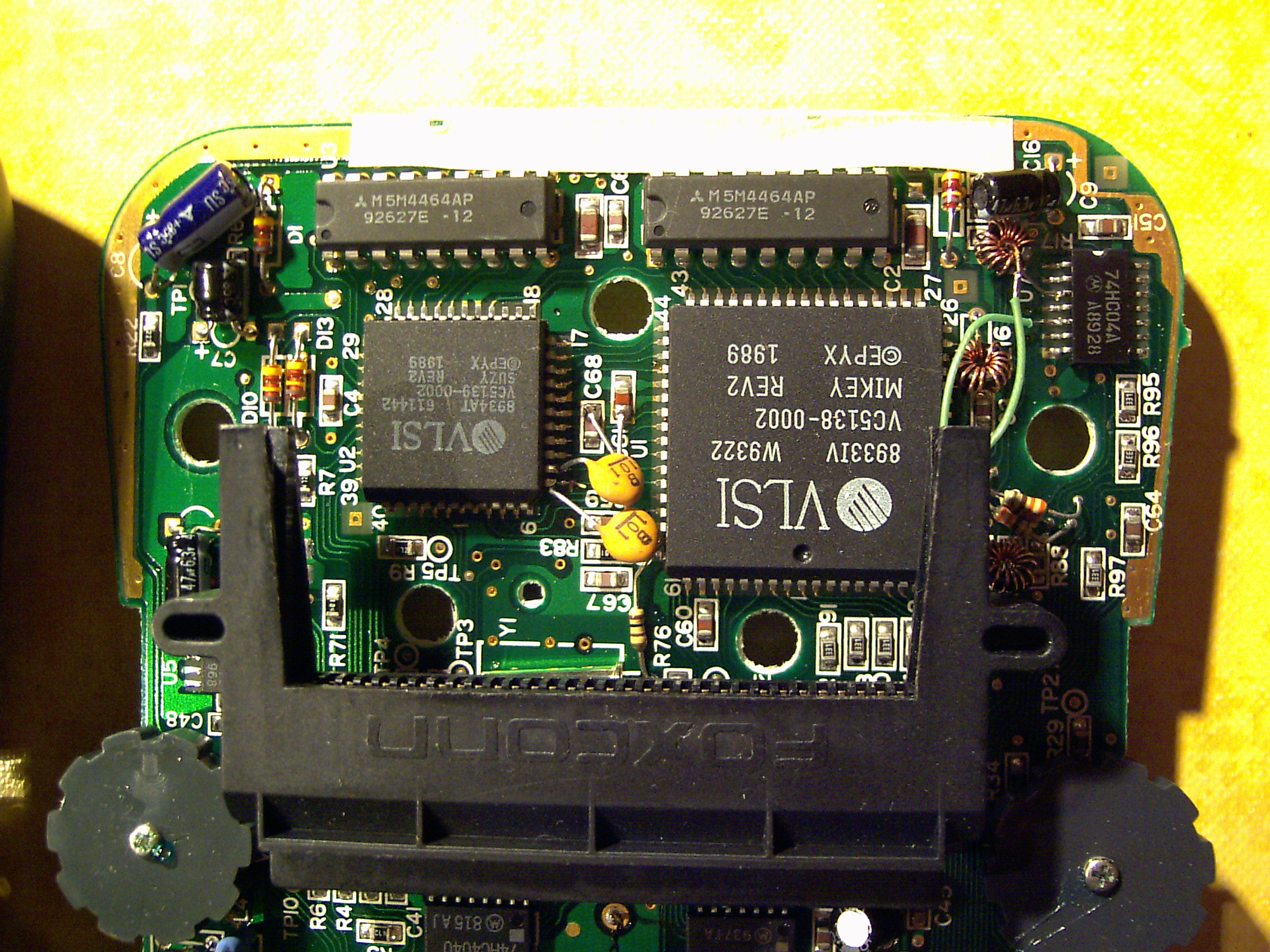
La CPU es SUZY, que contiene un 65C02. Los dos integrados de arriba proporcionan la memoria (RAM). La pieza negra de plástico con forma de U es el conector donde se inserta el cartucho de juegos.

En el año 1987 Epix diseña una consola portátil de 16 bit y la bautiza como Handy. Ante la imposibilidad de lanzarla al mercado, Atari se hace con los derechos del hardware de la misma.
Atari no lanzaría la Lynx hasta dos años después, en 1989, con un mercado escéptico tras los fracasos que arrastraba la compañía. Aun así la consola sorprendió por sus características técnicas. Con una CPU de 8 bits y un procesador gráfico de 16, el cual permitía realizar efectos como zooms o deformaciones, Atari superaba con creces el nivel del resto de la portátiles. Inicialmente se vendió en los Estados Unidos en 179,95 dólares. En España no llegó sino hasta 1991, vendida por 32 400 pesetas.
Sin embargo, la portabilidad de la misma quedaba en entredicho dadas sus dimensiones, y la escasa autonomía, debido al alto consumo. El pobre marketing que Atari ofrece a la consola, unido a la mediocridad de algunos de sus videojuegos, dan al traste con las esperanzas que la empresa había puesto en el sector de las portátiles.
En la primavera de 1989 Nintendo lanzaba en Japón la GameBoy y tan solo un año después Sega hacia lo propio con su Game Gear, saliendo ambas a la venta en Estados Unidos en 1991. Estas consolas suponían una gran competencia para la Lynx, mucho más cara, grande y con una autonomía mucho menor.
Puede catalogarse como de 8 o 16 bits, pues los custom chip (MIKEY) son de 16 bits, pero la CPU (un WDC 65C02) es de 8 bits. Se escoge esta frente a la 68000 (utilizada en ordenadores y consolas) porque presenta un mejor uso de bus (la 68000 pierde tiempo en el bus), es más fácil de programar (todos los que han programado para los Commodore 64, Atari XL/XE y Apple // ya lo conocen), y sobre todo es menos cara y puede incluirse en un custom chip (SUZY) (Motorola no permitirá lo mismo en el 68000 hasta 1993-1994)

### Lynx II

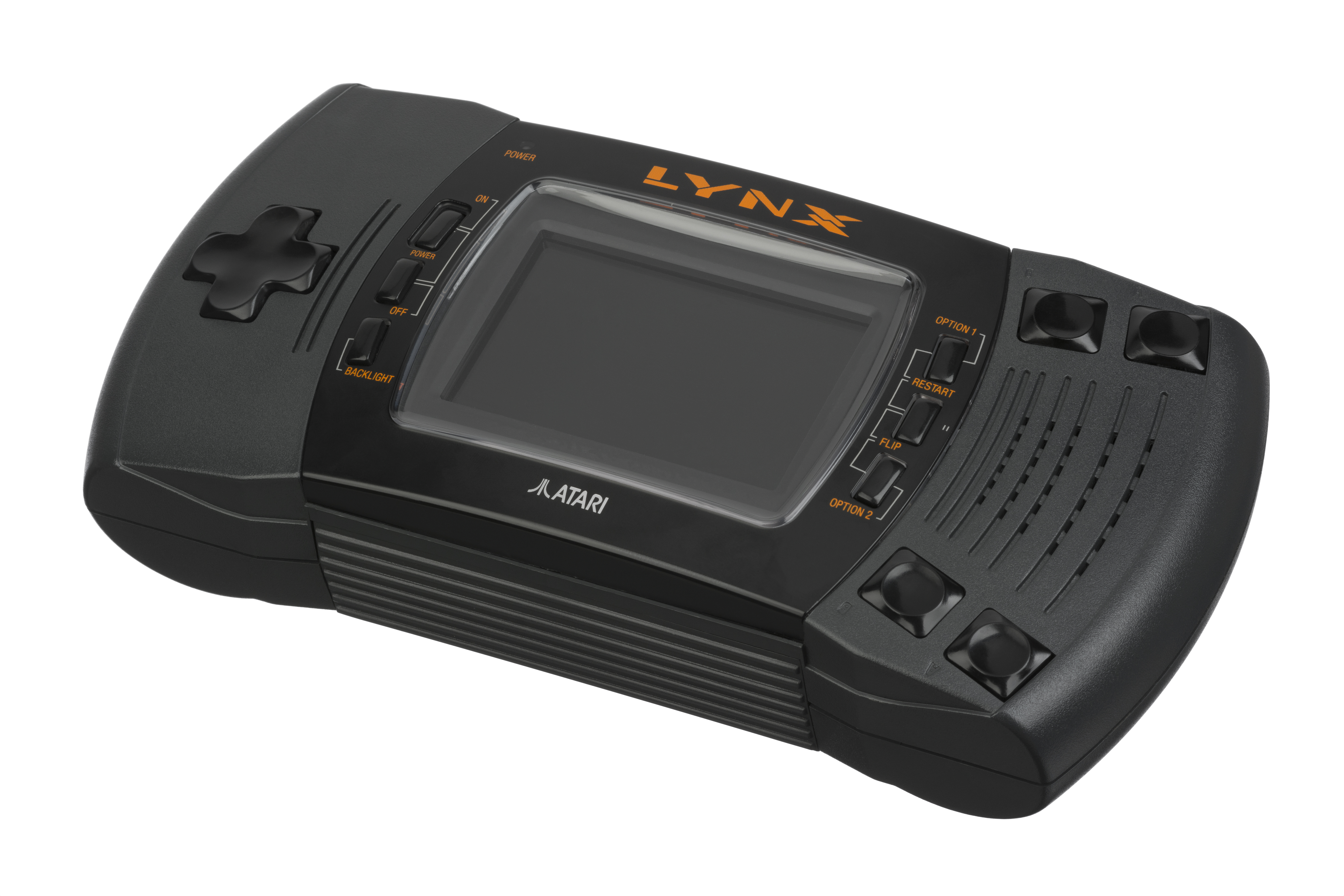
Atari Lynx II

La Atari Lynx II fue un modelo posterior con menor tamaño, una mayor autonomía (de unas 5 horas con 6 pilas AA), debido a la posibilidad de apagar la retroiluminación de la pantalla y sonido estéreo; aun así fue un intento fallido el intento de corregir los escasos pero importantes fallos de su antecesora, a pesar de esto, Lynx II tiene algunos fallos como la fragilidad del botón de encendido, el cual era muy sensible y se estropeaba con el tiempo. Al no cumplir sus objetivos, tuvo un corto periodo de vida.

## Accesorios

### Sintonizador de TV
Se rumoreó mucho sobre un sintonizador TV como el de la Game Gear, pero en palabras de uno de los creadores la pantalla LCD de la Lynx era incapaz de soportar imágenes con calidad broadcast.

### Cable ComLynx
El ComLynx es un cable de 3 hilos (Masa, +5v, datos) que permite conectar hasta 18 jugadores, a velocidades entre 300 y 62 500 baudios. Las señales y el soft se hallan presentes en la Jaguar, por lo que se ha especulado con la posibilidad de conectar ambos equipos (por el momento solo hay juegos Jaguar que pueden utilizar la Lynx como mando de juego). las comunicaciones se realizan en un segundo plano. Si se interrumpe la comunicación, el total de los juegos quedan colgados hasta que se recupera la conexión.

## Presencia en España
En España, la Lynx tuvo una buena campaña de lanzamiento, con anuncios a doble página en Micromanía y soporte en grandes almacenes y tiendas especializadas. Pero, como ocurrió en Estados Unidos, el gran fallo de Atari fue no dar cabida a muchos desarrolladores: solo 3 casas entraron inicialmente, y aunque hubo juegos de calidad que la arroparon inicialmente, la aparición de la Sega Game Gear la echaron de la competición ante la avalancha de juegos (no olvidemos que viene con toda la biblioteca de la Master System). Acaba tercera, con la Gameboy como ganadora, seguida de la Game Gear, y tras la Lynx la Nec TurboExpress. Tras el cierre de Atari España, se saldan los restos de la Lynx en El Corte Inglés.

## Características técnicas
| tipo                    | datos | datos | Imagen |
| ----------------------- | --- | --- | ------ |
| Dimensiones             | Tamaño | - Classic: 273 mm x 108 mm x 38 mm - Lynx II: 235 mm x 108 mm x 51 mm |        |
| Procesador              | MOS "Mikey" (WDC 65SC02) | 4 MHz (~3.6 MHz promedio) |        |
| Procesador              | MOS "Mikey" (WDC 65SC02) | 8 bits |        |
| Sound engine            | - 4 canales de sonido (Lynx II incluye panning) - 8-bit DAC para cada canal (4 canales × 8-bits por canal = los 32 bits señalados comúnmente) .                                                                                 | - 4 canales de sonido (Lynx II incluye panning) - 8-bit DAC para cada canal (4 canales × 8-bits por canal = los 32 bits señalados comúnmente) . |        |
| GPU                     | Suzy (chip de 16-bit diseñado a medida y ejecutando a 16 MHz) | Suzy (chip de 16-bit diseñado a medida y ejecutando a 16 MHz) |        |
| GPU                     | - Video | - accedido por DMA para la pantalla de cristal líquido - Paleta de 4096 colores (12-bit) - 16 colores simultáneos (4 bits) de la paleta para cada scanline (más de 16 colores pueden ser mostrados modificando las paletas durante cada scanline) |        |
| GPU                     | Motor gráfico | - Soporte de dibujo mediante hardware - Ilimitado número de sprites de alta velocidad con detección de colisión - Efectos de distorsión y mosaico de sprites de alta velocidad controlado por hardware - Descompresión y decodificación de datos de sprites controlado por hardware - Scroll multidireccional y recorte de imagen controlado por hardware - Frecuencia de cuadros variable (hasta 75 FPS) - Resolución estándar de 160 × 102 (16 320 píxeles direccionables) |        |
| Coprocesador matemático | - Multiplicación de 16-bit × 16-bit → 32-bit via hardware con acumulador opcional; división 32-bit ÷ 16-bit → 16-bit - Proceso en paralelo entre la CPU y las instrucciones de multiplicación y división                        | - Multiplicación de 16-bit × 16-bit → 32-bit via hardware con acumulador opcional; división 32-bit ÷ 16-bit → 16-bit - Proceso en paralelo entre la CPU y las instrucciones de multiplicación y división |        |
| RAM:                    | 64 Kbyte DRAM | 120ns |        |
| Almacenamiento:         | 128, 256 y 512 Kbyte (hasta 2 Mbyte es posible con bank swich). Algunos cartuchos "homebrew" traen EEPROM para almacenar puntuaciones máximas.                                                                                  | 128, 256 y 512 Kbyte (hasta 2 Mbyte es posible con bank swich). Algunos cartuchos "homebrew" traen EEPROM para almacenar puntuaciones máximas. |        |
| I/O                     | - 8 temporizadores (2 están reservados para temporizar el LCD y uno para la UART) - Controlador de interrupciones - UART (para ComLynx) (formato fijo 8E1, hasta 62500Bd) - 512 bytes de booteo y cargador de tarjeta de juegos | - 8 temporizadores (2 están reservados para temporizar el LCD y uno para la UART) - Controlador de interrupciones - UART (para ComLynx) (formato fijo 8E1, hasta 62500Bd) - 512 bytes de booteo y cargador de tarjeta de juegos |        |
| Puertos:                | - Conector de auriculares (minijack 3.5mm stereo; soldado como mono en la Lynx original) - ComLynx (comunicación pera múltiples unidades, serial)                                                                               | - Conector de auriculares (minijack 3.5mm stereo; soldado como mono en la Lynx original) - ComLynx (comunicación pera múltiples unidades, serial) |        |
| Pantalla LCD:           | 3.5" diagonal Resolución 160 × 102 Relación de aspecto 16:10 | 3.5" diagonal Resolución 160 × 102 Relación de aspecto 16:10 |        |
| batería                 | Compartimiento para batería (seis AA), | ~4-5 horas |        |

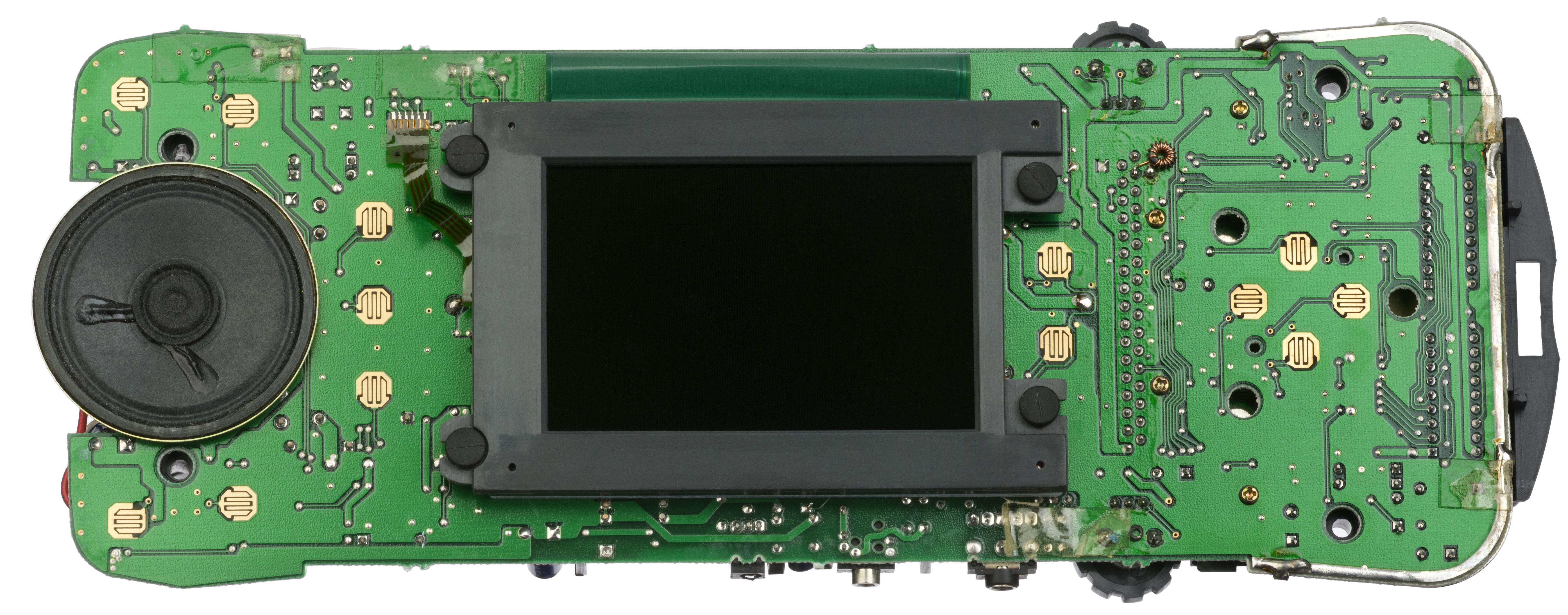
Atari Lynx Motherboard Top
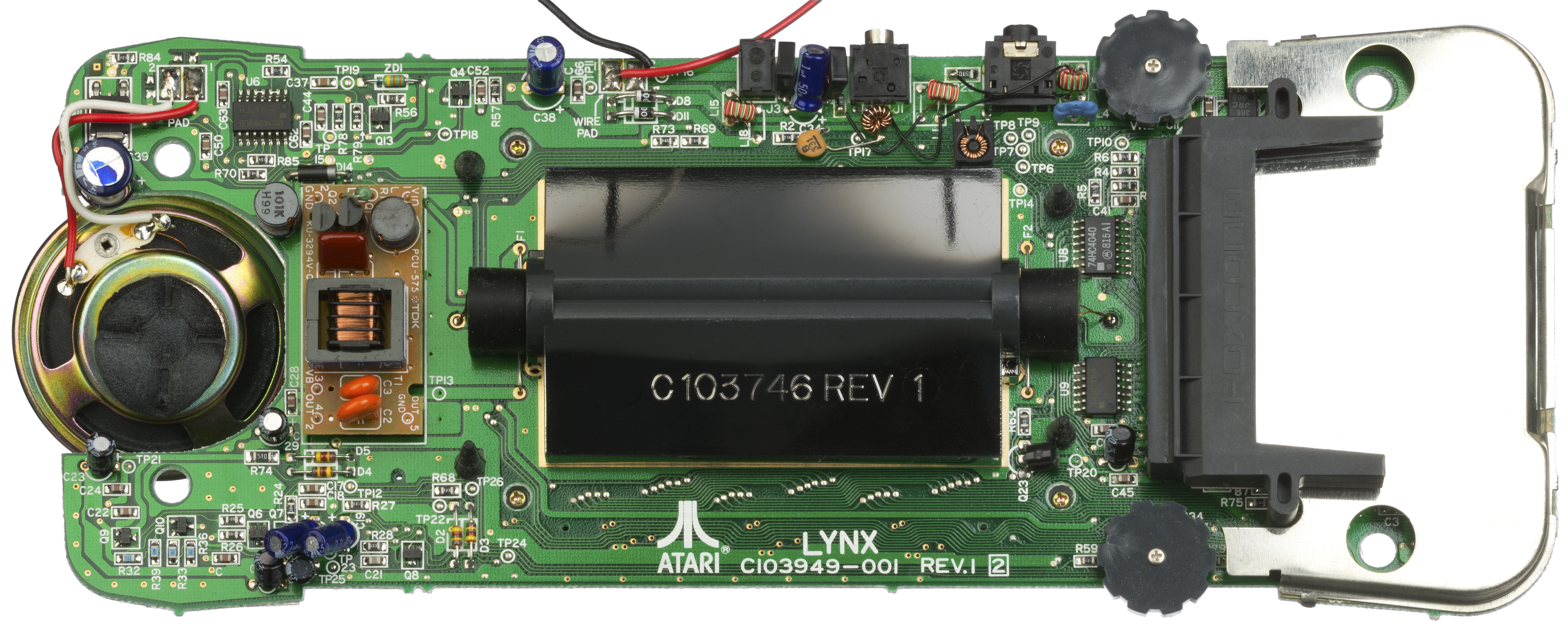
Atari Lynx Motherboard atrás
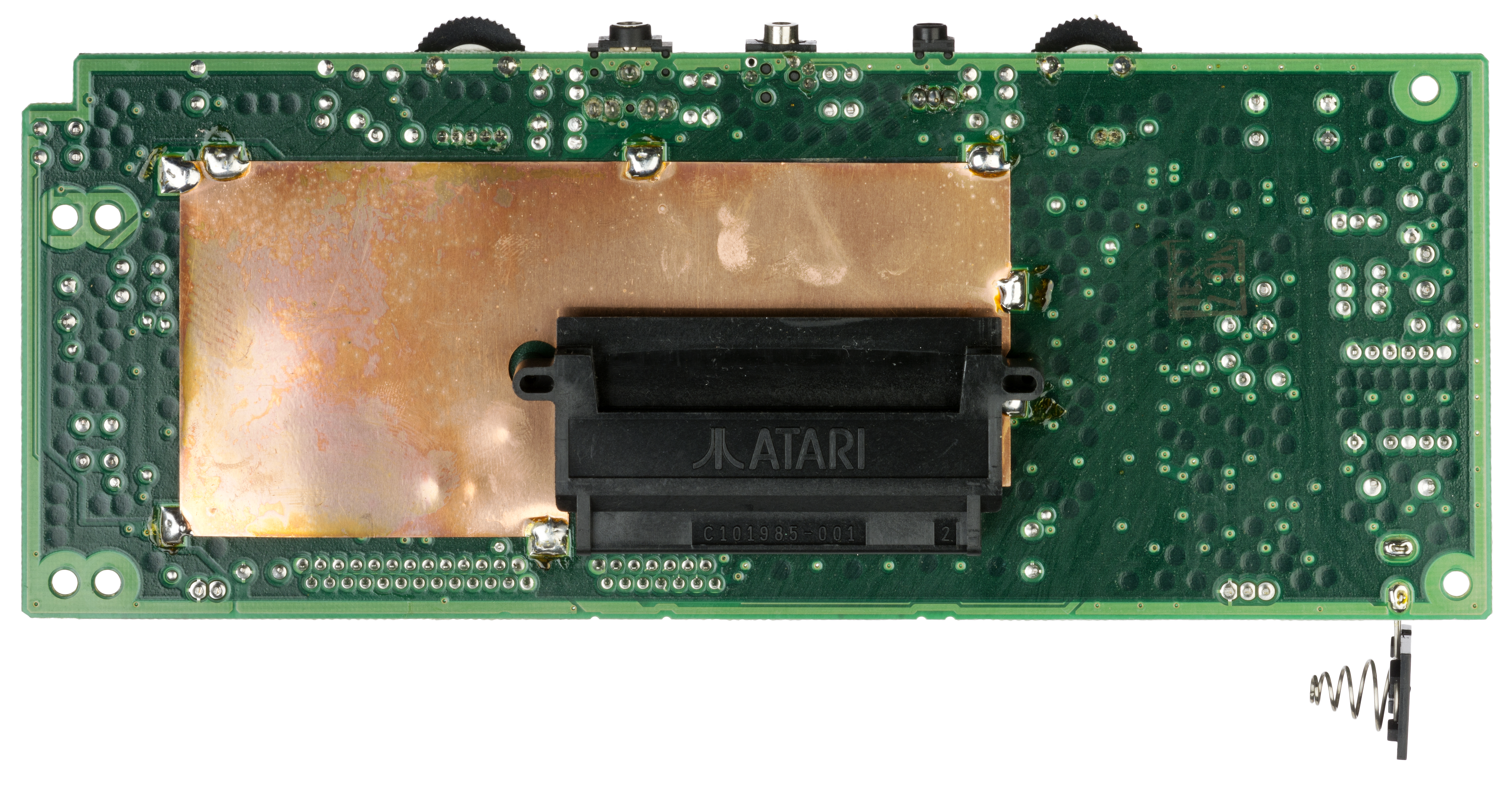
Atari Lynx II Motherboard atras
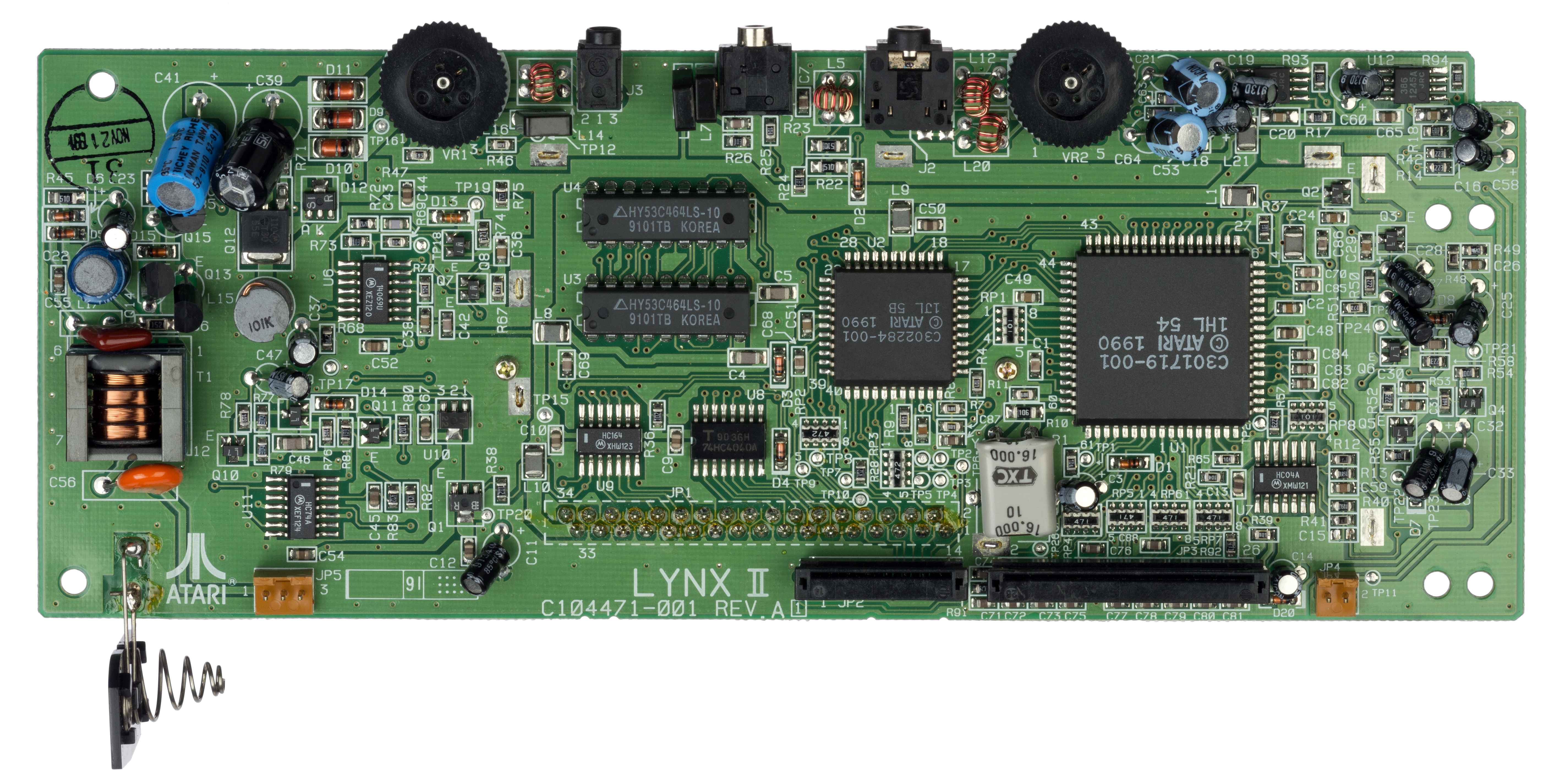
Atari Lynx II Motherboard frente